# بی‌بی حکیمه
بی‌بی حکیمه، روستایی از توابع بخش مرکزی شهرستان گچساران در استان کهگیلویه و بویراحمد ایران است.
این روستا جنوبی ترین نقطه استان کهگیلویه و بویراحمد از لحاظ مختصات جغرافیایی است.

مردم این روستا لر(بابویی،دشتی،شول) هستند، قشقایی طایفه کشکولی هستند.

## جمعیت
این روستا در دهستان بی بی حکیمه قرار دارد و براساس سرشماری مرکز آمار ایران در سال ۱۳۸۵، جمعیت آن ۱۳۴ نفر (۲۵خانوار) بوده‌است.